# Cattedrale di San Filippo (Birmingham)
La cattedrale di Birmingham, anche nota come cattedrale di San Filippo (in inglese Cathedral Church of Saint Philip), è la chiesa principale della diocesi anglicana di Birmingham, nelle West Midlands (Inghilterra).
Costruita come chiesa parrocchiale in stile barocco da Thomas Archer all'inizio del XVIII secolo, fu consacrata nel 1715 e divenne cattedrale della nuova diocesi cittadina nel 1905.